# Королівство Данія
Королі́вство Да́нія, або Да́нське королі́вство (гренл. Kunngeqarfik Danmarki, дан. Kongeriget Danmark, фар. Kongsríki Danmarkar) — суверенна держава розташована у Північній Європі та Північній Америці. Ця держава складається з метропольної Данії в континентальній Європі, яку іноді називають «власне Данія» (дан. egentlige Danmark), та двох автономних територій королівства: Фарерських островів та Ґренландії. Відносини між трьома частинами Королівства також знані як Є́дність Королі́вства (гренландська naalagaaffeqatigiinneq, данська Rigsfællesskabet; фарерська ríkisfelagsskapurin).
Королівство Данія не є федеративною державою; подібна до Королівства Нової Зеландії, це концепція, що охоплює три автономні правові системи Данії, Фарерські острови та Ґренландію, об'єднані під керівництвом її монарха. Королівство Данія є унітарною суверенною державою. Вона має дві арктичні територіальні претензії в Північному Льодовитому океані: острів Ганса і різні ділянки поблизу Північного полюса (хребет Ломоносова, хребет Гаккеля, комплекс хребтів Альфа-Менделєєва і Чукотське прикордоння). Конституційно Королівство Данія охоплює територію, але Фарерські острови та Ґренландія мають розширений ступінь автономії для регулювання своїх відносин.
Фарерські острови та Ґренландія перебувають під Короною Данії з 1397 року (де-факто), коли була ратифікована Кальмарська унія, і частина Данського королівства з 1814 року (де-юре). Проте, через їхню окремі історичні та культурні особливості, ці частини Королівства тепер мають значний рівень самоврядування та взяли на себе законодавчу та адміністративну відповідальність у значній кількості сфер.
Правові питання Королівства регулюються Конституцією Королівства Данії. У ній зазначається, що вона поширюється на всі частини Королівства Данії, а законодавча, виконавча та судова повноваження є компетенцією парламенту Королівства Данії (данська Folketing), уряду Данії та Верховного суду Данії. Фарерські острови отримали самоуправління в 1948 році, а Ґренландія зробила це на референдумі 1979 року. 2005 року Фарерські острови отримали право організації на самоврядування, а в 2009 році Ґренландія отримала «самоправління», що залишило уряд Данії незначний вплив на питання внутрішніх справ, які передані місцевим урядам Ґренландії та Фарерських островів.

## Назва
Суверенна держава, яка має суверенітет над Королівством Данії (данська Danmarks Rige), називається «Королівством Данії» (данська Kongeriget Danmark). У Конституції Королівства Данії територія держави називається Danmarks Rige, що означає «Королівство Данії».
Данський термін rigsfællesskabet, що перекладається як «Єдність Королівства», «Співдружність Королівства» або «Данська Співдружність» стосується конституційного статусу відносин між Данією, Фарерськими островами та Ґренландією. Назва використовувалася владою Данії та Ґренландії під час переговорів про самоуправління, запроваджених у 1979 році, і стала популярною з початку 1990-х років. У законах, що встановлюють самоуправління Фарерських островів 1948 року та 1979 року в Ґренландії, замість нього використовується термін rigsenheden. Юрист Фредерік Хархофф у 1993 році стверджував, що rigsenheden слід замінити на rigsfællesskabet, оскільки перший передбачає спільну ідентичність, тоді як другий передбачає спільність різних ідентичностей. Однак використання виразу Rigsfællesskabet можна простежити принаймні до 1908 року.

## Населення та площа

Порівняльна карта: Ґренландія, Фарерські острови (збільшений масштаб) і Данія сильно відрізняються один від одного по площі. Самі території королівства розосереджені по Атлантичному океану та Північному морю і знаходяться далеко один від одного.

Населення Данії є найбільшим із трьох; У Данії проживає 5,8 мільйона людей, а на Фарерських островах і Ґренландії — близько 52 000 і 56 000 осіб. Для порівняння, у Данії є десять міст з населенням понад 50 000 чоловік. Данія населена данцями, Фарерські острови — фарерцями, а Ґренландія — ґренландськими інуїтами. Як на Фарерських островах, так і в Ґренландії данці становлять 7,6 % населення, станом на 2018 рік. Станом на 2020 рік у Данії проживає близько 11 000 людей, які народилися у Фарерських островах, і 17 000 — у Ґренландії.
За площею Ґренландія є найбільшою і становить 98 % території. Все королівство займає площу 2,2 млн км2 (0,00085 млн кв. міль) і, за даними The World Factbook, є дванадцятою за величиною країною в світі, таке ж місце займає лише Ґренландія. Одна лише Данія має площу близько 43 000 км2, і немає. 133 у цьому списку. Данія розташована в Північній Європі і є рівнинною і орною, Фарерські острови в Північній Атлантиці і зрізана скелями вздовж узбережжя, а Ґренландія знаходиться в Північній Атлантиці та Арктиці і на 79 % покрита льодом. За даними Світового банку, Ґренландія є найбільш малонаселеною територією у світі.
| Країни            | Площа     | Площа    | Населення (2020) | Населення (2020) | Населення (2020) |
| Країни            | км2       | %        | Чисельність      | %                | Щільність        |
| ----------------- | --------- | -------- | ---------------- | ---------------- | ---------------- |
| Данія             | 42,926    | 1.94 %   | 5,822,763        | 98.17 %          | 135.65 per км2   |
| Фарерські острови | 1,396     | 0.06 %   | 52,154           | 0.88 %           | 37.36 per км2    |
| Ґренландія        | 2,166,086 | 98.00 %  | 56,081           | 0.95 %           | 0.03 per км2     |
| Разом             | 2,210,408 | 100.00 % | 5,930,998        | 100.00 %         | 2.68 per км2     |

Королівство подало до Організації Об'єднаних Націй п'ять претензій про те, що його виключна економічна зона виходить за межі звичайної межі в 200 морських миль: одна на північ і одна на південь від Фарерських островів, і три навколо Ґренландії. Одне з претензій Ґренландії включає Північний полюс і хребет Ломоносова і поширюється аж до російської виключної економічної зони. Претензії, що збігаються з претензіями іншої країни, мають вирішуватися шляхом переговорів; у 2019 році Ісландія, Норвегія та Королівство Данія врегулювали свої претензії на територію на північ від Фарерських островів.
У період з 1978 по 2022 рік Королівство було в суперечці з Канадою щодо того, хто має суверенітет над островом Ганса.

## Історія
Фарерські острови були заселені норвезькими вікінгами в 9 столітті, витіснивши вже там ірландських ченців. Ісландія була заселена в 9 столітті скандинавами і була вільною державою до 1262/1264, коли вона потрапила під норвезьке оподаткування. Ґренландія, вже населена корінними ґренландськими інуїтами, була заселена норвежцями в 10 столітті, серед тих Ерік Червоний. Зв'язок з Ґренландією було втрачено в 15 столітті, але Данія-Норвегія знову встановила зв'язки в 1721 році завдяки місіонеру Гансу Егеде.
У 1814 році Данія поступилася Норвегією Швеції за Кільським договором, але зберегла контроль над Фарерськими островами, Ґренландією та Ісландією. Колонії на Ґренландії були розташовані на західному узбережжі, і як умова продажу Данської Вест-Індії Сполученим Штатам у 1917 році США визнали суверенітет Данії над усім островом, і більшість країн наслідували його приклад. Єдиним винятком була Норвегія, яка в 1931 році окупувала частину Східної Ґренландії, але відмовилася від свого позову в 1933 році, коли програла справу в Постійному суді міжнародного правосуддя.
В Ісландії зростав націоналізм у XIX столітті, а в 1874 році Ісландія отримала власну конституцію та збільшену автономію, але все ще з виконавчою владою в руках Данії. 1904 року Ісландії було надано самоуправління, а в 1918 році — повну незалежність відповідно до Акту про союз Данії та Ісландії. Закон встановив особисту унію між Данією та новоствореним Королівством Ісландія, у якій Данія займається захистом узбережжя та зовнішніми справами. 1944 року Ісландія скасувала персональний союз і прийняла нову конституцію, яка встановила нинішню республіку, після референдуму з цього питання. Це сталося під час Другої світової війни, коли Данія та Ісландія були відрізані одна від одної, оскільки Данія була окупована Німеччиною, а Ісландія — Сполученими Штатами.
Фарерські острови були визнані данським графством у 1816 році, а з конституцією 1849 року вони отримали представництво в Ригсдазі. Під час Другої світової війни Фарерські острови були окуповані Сполученим Королівством, і вони переважно управляли собою. Після війни стало зрозуміло, що стару систему відновити неможливо. На референдумі про незалежність у 1946 році 50,7 % фарерців проголосували за незалежність, але результат був відхилений урядом Данії. Натомість, після переговорів між Фарерськими островами та Данією, у 1948 році Фарерські острови отримали «самоуправління».
Ґренландія спочатку управлялася як дві окремі колонії, тобто. Північна і Південна Ґренландія. 1950 року ці дві країни були об'єднані як колонія Ґренландія. Після конституційної реформи в 1953 році Ґренландія була включена до складу Данії як графство і отримала представництво в Фолькетінгу. Коли Данія приєдналася до Європейських Співтовариств (ЄС) у 1972 році, Ґренландія пішла за нею, попри те, що 70 % виборців Ґренландії проголосували проти неї на референдумі. Оскільки угода про самоуправління дозволила б їм знову виїхати (Фарерські острови не приєдналися до ЄС), це було важливим фактором у посиленні підтримки самоуправління. Ще одним фактором було бажання зробити Ґренландію більш ґренландською і менш данською. 1979 року Ґренландія отримали самоуправління і покинула ЄЕС у 1985 році. Відповідно до угоди про самоуправління Ґренландія поступово взяла на себе більшу відповідальність від данської держави. 2009 року місцеве законодавство було змінено на форму самоуправління, що надало більшу автономію Гренладії.

## Конституційність
Унікальне положення внутрішніх справ Данії зумовлено принципом «Єдності Королівства». Цей принцип бере свій початок у Статті 1 конституції Данії, де проголошується, що закони конституції мають свою дію на всій території держави. Конституція постановляє, що суверенітет належить суто верховній владі королівства (данському уряду і парламенту). Фарерське або ґренландське самоврядування не може регулюватися за допомогою міжнародних договорів, порядок його здійснення може бути встановлений тільки данськими законами; данський парламент (Фолькетинг) делегує певну частину своєї компетенції місцевій владі.
Офіційна мова в Данії — данська, і органи державного управління розташовуються в Данії. Парламент Данського королівства, який налічує 179 членів, знаходиться в столиці, Копенгагені. Двоє депутатів парламенту обираються в Ґренландії, ще двоє — на Фарерських островах; інші 175 депутатів обираються в самій Данії. Урядові міністерства знаходяться у Копенгагені, разом з Верховним судом.

### Ґренландська незалежність
Закон Ґренландії про самоуправління 2009 року дає Ґренландії шлях до досягнення незалежности. По-перше, ґренландський народ повинен ухвалити рішення, після чого мають відбутися переговори між урядом Ґренландії (Naalakkersuisut) та урядом Данії про те, як його практично реалізувати. Досягнута угода має бути ратифікована Інацісартутом і затверджена на референдумі в Ґренландії. Це також потребує згоди від Folketing, відповідно до розділу 19 Конституції Данії. У цьому розділі зазначено, що будь-які зміни на території Королівства мають бути затверджені Фолькетингом. Незалежність Ґренландії не вимагає конституційних змін; натомість, якщо Ґренландія стане незалежною, статті конституції Королівства Данія щодо Ґренландії втрачають силу.
Що стосується міжнародного права, Данія підписала Конвенцію про корінні та племінні народи в 1996 році та визнала гренландських інуїтів корінним народом. У акті про самоврядування 2009 року Данія визнала гренландський народ «народом» у контексті міжнародного права та його невід'ємне право на самовизначення.

## Делегування повноважень
Загалом, принцип «Єдності Королівства» визначає становище Данії як об'єднаної суверенної держави, складові частини якої мають рівне між собою положення. Деволюція відрізняється від федералізму тим, що делегування повноважень регіонам знаходиться у владі центрального уряду, і таким чином держава, з юридичної точки зору, залишається унітарною.
Згідно з умовами Договору про Самоврядування, вирішення політичних питань входить до компетенції фарерської і ґренландської влади. Вони також здійснюють контроль за виконанням вказівок загальнонаціонального уряду, мають законодавчі повноваження у визначених сферах суспільної діяльності, і несуть економічну відповідальність за свої рішення. Данський уряд щорічно виділяє субсидії цим регіонам щоб покривати їх витрати.

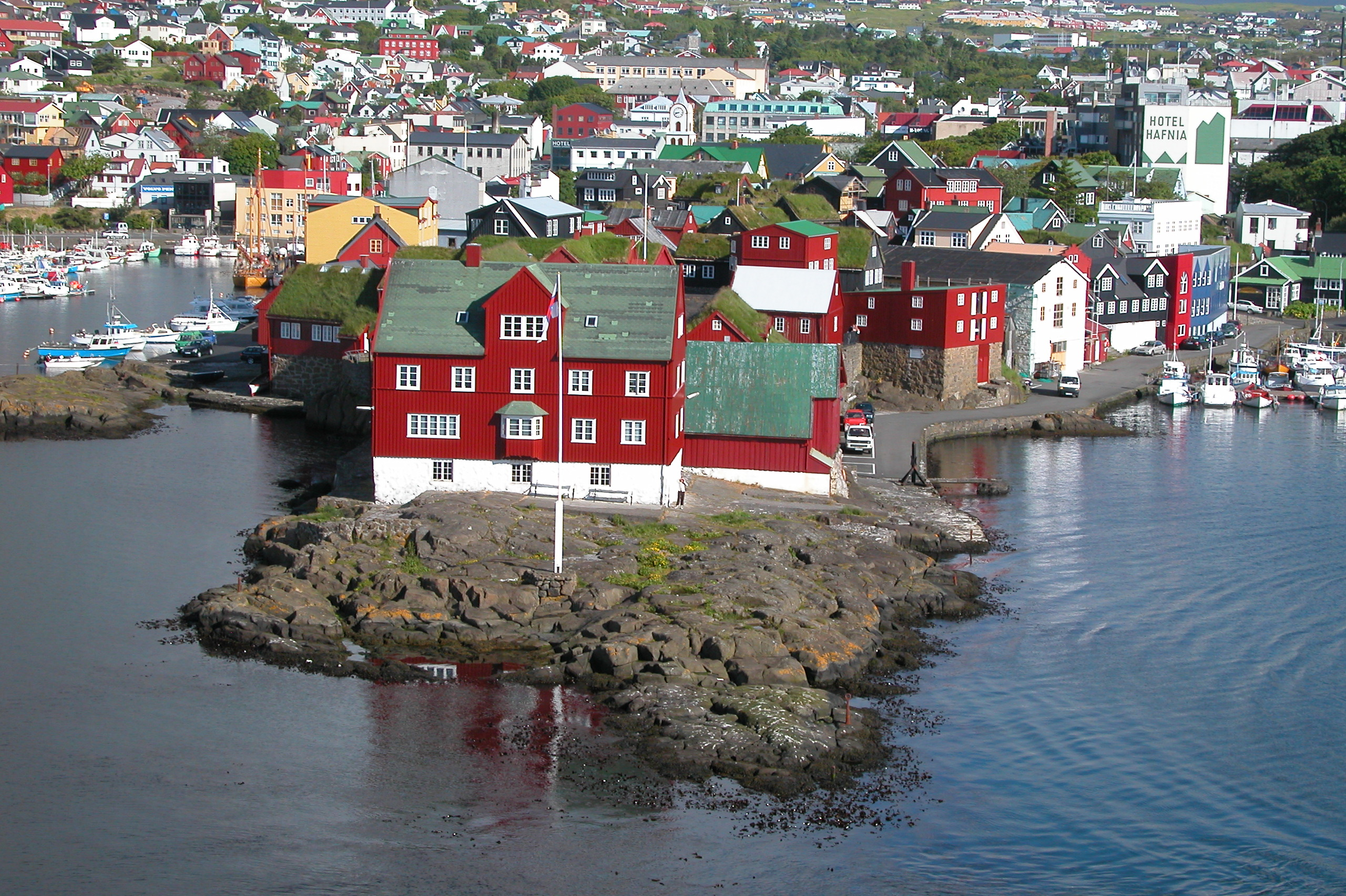
Півострів Тінганес, що знаходиться на території міста Торсгавн, адміністративного центру Фарерських островів. Тут же розташовується Легтінг, парламент островів.

«Закон про самоврядування Фарерських островів» від 1948 року визначає порядок здійснення самоврядування. Закон говорить: «…На Фарерських островах розташовується самоврядна громада всередині Данської держави.» Відповідно до нього формуються органи місцевого самоврядування (Landsstýrid), а так само фарерський парламент, Легтінг. Що більш важливо, цей закон також конкретно визначає межі влади, яка передається від данського уряду: утворення місцевого уряду і вирішення питань муніципального рівня; оподаткування; контроль над громадськими службами, включаючи поліцію і міське планування; різні соціальні послуги, в тому числі надання житла; початкову і середню освіту; архіви, бібліотеки, музеї; сільськогосподарська діяльність і рибний промисел; культурні та розважальні програми та багато іншого. Раніше Фарерські острови мали статус данського округу (amt); Закон про Самоврядування скасував посаду Amtmand (Губернатора округу) і замінив її Rigsombudsmand (Верховний Комісар уряду Данії). Самоврядування було розширено в законі від 2005 року, де було вирішено, що уряд Фарерських островів є «рівною стороною» уряду Данії.
«Закон про самоврядування Ґренландії», прийнятий у 1978 році, має переважно той же самий зміст, що і «Закон про самоврядування Фарерських островів». Згідно йому в Ґренландії створюється місцевий уряд і парламент. Органи самоврядування вирішують питання в таких сферах, як: рибний промисел і сільське господарство, система соціального забезпечення, захист навколишнього середовища і багато іншого, що безпосередньо пов'язано з життям Ґренландців.
21 червня 2009 року Ґренландія отримала право на самовизначення і тепер її уряд відповідальний за судову систему, роботу поліції, контроль над природними ресурсами, а також має деяку обмежену можливість проводити зовнішню політику. Ґренландці також були визнаним окремим народом з міжнародного права. І Ґренландія тепер описується як «самоврядна область», оскільки місцевий уряд володіє значними владними повноваженнями.
Тим не менш, існує певний перелік повноважень, які не можуть бути передані цим двом регіонам: зміна конституції, зовнішня політика, оборона держави, верховний суд, питання, пов'язані з громадянством, грошово-кредитна політика. Крім того, фарерський і ґренландський парламенти підпорядковані Фолькетингу, де обидва регіони представлені двома депутатами від кожного.

### Передано
Положення про домашнє правило обмежуються лише внутрішніми справами. Ні Ґренландія, ні Фарерські острови не можуть писати закони, які стосуються відносин з іншими державами, або закони, які застосовуються до всього Королівства; Крім того, Верховний суд (данською: Højesteret) у Копенгагені є останньою юридичною інстанцією, і юридичні справи з Ґренландії та Фарерських островів мають бути підготовлені до цього суду, як і будь-яка данська справа. Данська валюта також є законним платіжним засобом у Ґренландії та Фарерських островах, а Данія відповідає за військову оборону.

## Правове становище
Регіони королівства іноді називають автономними державними утвореннями. У Ґренландії влада органів самоврядування була розширена в 2009 році в Законі про самоврядування Ґренландії, в якому Ґренландці визнавалися як окремий народ з міжнародного права. Фарерські острови також поступово отримували все більшу автономію починаючи з Закону про самоврядування, прийнятого в 1948 році. В угоді, укладеній між Данією і Фарерськими островами в 2005 році, стверджується, що «цей закон ґрунтується на домовленості між урядами Фарерських островів і Данії, які є рівними сторонами». Попри принцип єдності серед цих трьох областей, деякі експерти називають Данське королівство федерацією або особливою, своєрідною правовою конструкцією. На думку фарерського політолога Богі Еліасена, Королівство Данія — це не унітарна держава, «але структура з певними елементами федерації, де влада поділена між територіальними суб'єктами». Фредерік Харнхофф, данський суддя, стверджує, що Данія не є федерацією (оскільки відсутній відповідний договір), але також це і не конфедерація"

### Міжнародне співтовариство
Раніше більшість питань, пов'язаних із зовнішньою політикою, вирішувалися суто урядом Данії від імені всього королівства, проте з недавніх пір Фарерські острови та Ґренландія зміцнили свою роль в цій сфері. Представники від цих двох регіонів входять у данські дипломатичні делегації і беруть участь в обговоренні деяких міжнародних питань, наприклад, права на рибну ловлю. Представники від Ґренландії також брали участь у процесі прийняття нового договору між Данією і США з приводу розміщення авіабази Туле, яка розташовується на північно-заході острова.
Все королівство є членом ООН, НАТО, ОЕСР та СОТ. Фарерські острови та Ґренландія є асоційованими членам Північної ради за свого права автономних територій королівства. Хоча Данія і входить в Європейський союз, обидві території мають особливий статус і залишаються поза ЄС. Ґренландія вступила в ЄС як частина Данії у 1973, але після проведення референдуму в 1985 році покинула його. Цей вихід став можливий завдяки тому, що в 1979 році в Ґренландії було введено самоврядування.
Згідно із Законом про самоврядування Фарерських островів, «фаререць» — це підданий Данії і постійний житель Фарерських островів. Уряд Данії оформляє особливі паспорта для громадян, які живуть на Фарерських островах і на Ґренландії, хоча мешканці цих регіонів також мають право вибрати звичайний данський паспорт. Цей самий закон постановляє, що на фарерських паспортах слова Føroyingur (фарерська) і Føroyar (Фарерські острови) повинні йти після слів Dansk (данська) і Danmark (Данія).

## Відносини з Європейським Союзом
Королівство Данія була державою-членом Європейського економічного співтовариства, попередником Європейського Союзу, з 1973 року. 1982 року Ґренландія проголосувала за вихід із Європейських Співтовариств після отримання самоуправління від Данії. Фарерські острови ніколи не були частиною ЄС, як прямо стверджують обидва Римські договори. Відносини Фарерських островів з ЄС регулюються Угодою про рибальство (1977 р.) та Угодою про вільну торгівлю (1991 р., переглянута в 1998 р.). Основна причина залишитися поза межами ЄС — розбіжності щодо Спільної рибної політики.

## Термінологія
Hjemmestyre
Означає «самоврядування». Вказує на наявність автономної адміністрації (присутній і на Ґренландії, і на Фарерських островах), яка здійснює владу над усіма внутрішніми справами. За цим договором данський уряд займається тільки питаннями зовнішньої політики та оборони країни. Обидва регіони мають власні парламенти і уряди, очолювані прем'єр-міністрами, які призначають кабінет міністрів.
Selvstyre
Після референдуму, що відбувся 25 листопада 2008 року (в день тридцятирічного ювілею з моменту отримання Ґренландією автономії), правові відносини між данським і ґренландським урядами зазнали зміни і Ґренландії була надана більш широка автономія. Додаткові владні повноваження були передані ґренландському уряду 21 червня 2009 року, включаючи контроль над силами поліції, берегової оборони і нагляд над судами. В додаток до цього Ґренландія відтоді отримує меншу кількість субсидій з боку Данії, стаючи більш самодостатнім регіоном.
Rigsombudsmand
Верховні Комісари представляють інтереси Данії на Фарерських островах і Ґренландії. У кожному з цих двох суб'єктів є один Комісар, який має право бути присутнім на засіданнях місцевих парламентах, хоча і не може голосувати.
Folketingsmedlemmer fra Færøerne og Grønland
Депутати Фолькетинга з Фарерських островів і Ґренландії: представники фарерської і ґренландської адміністрацій беруть участь в обговоренні питань, безпосередньо пов'язаних з їх регіонами.
Constituent countries (державні автономні утворення)Відображаючи термінологію Сполученого Королівства і Королівства Нідерландів, Ґренландія, Данія та Фарерські острови часто іменуються «державними автономними утвореннями» всередині суверенної держави Королівства Данії. Однак такий підхід є дещо суперечливим: у той час як континентальна Данія може називатися окремою країною, Ґренландія та Фарерські острови офіційно іменуються «самоврядними територіями». На додаток до цього, недавній закон про надання Ґренландії самоврядування, прийнятий в 2008 році, робить відсилання до Ґренландії «як народу», але не як до країни.

## Нотатки
1. ↑  Девіз Данії — девіз правлячого монарха, обраний після вступу на престол. Поточний девіз - це девіз нинішнього монарха Фредеріка X.
2. ↑  в Данії та Гренландії
3. ↑  На Фарерських островах валюта має окремий дизайн і відома як фарерська крона, але не є окремою валютою.
4. ↑  на Фарерських островах